# Argulus brachypeltis
Argulus brachypeltis is een visluizensoort uit de familie van de Argulidae. De wetenschappelijke naam van de soort is voor het eerst geldig gepubliceerd in 1959 door Fryer.